# Petscop
Petscop là một web series kinh dị YouTube bởi Tony Domenico dưới dạng series Let's Play Youtube. Series quay quanh nhận vật chính là "Paul" khám phá và tư liệu hoá một trò chơi PlayStation "thất lạc" mang tên "Petscop". Nó kéo dài 24 tập, và được sản xuất từ ngày 12 tháng 3 năm 2017 đến ngày 2 tháng 9 năm 2019. Do cách kể chuyện, tính chân thực, sự siêu thực và cộng đồng người xem tích cực của series này, Petscop đã được phổ biến một cách rộng rãi.

## Nội dung
Series xoay quanh nhân vật chính là Paul, người đã tìm thấy hoặc nhận được một bản sao của trò chơi "Petscop" chưa được phát hành, và được cho là được phát triển bởi công ty hư cấu Garalina; sau đó anh đăng tải video về các màn ban đầu của trò chơi đó. Ban đầu, Petscop là trò chơi tương đồng với một trò chơi giải đố PlayStation thông thường, trong đó nhân vật người chơi là "Guardian", với mục đích là bắt được các sinh vật kỳ lạ gọi là "Thú cưng" qua việc giải câu đố. Paul lúc đó ghi chú rằng trò chơi này chưa hoàn thành và thiếu nội dung có thể chơi được. Bốn tập đầu của series được quay bởi Paul cho một người cụ thể không tên. Sau đó, Paul đã công nhận việc có khán giả xem nội dung của mình; mặc dù vẫn kể lại trực tiếp tới người không tên đó, và thỉnh thoảng nói chuyện với họ qua điện thoại.
Tuy nhiên, hộp đựng đĩa đồ chơi lại chứa một ghi chú với hướng dẫn và tổ hợp phím. Qua việc làm theo chúng, Paul được truy cập vào "Newmaker Plane", một vùng bị giấu trong trò chơi. Vùng "Newmaker Plane" bao gồm những tòa nhà khác nhau, một hệ thống đường hầm lớn và một nguồn ánh sáng luôn chiếu vào người chơi. Nó vẫn theo các quy ước của trò chơi câu đố, và Paul dùng kỹ thuật đảo ngược để giải các câu đố (và logic nội bộ) của trò chơi. Paul càng tìm nội dung, Petscop—qua các chi tiết nói đến sự kiện và nhân vật "có thật"— càng bộc lộ mục đích của nó là dành cho một người đã phạm tội khủng khiếp.
Cốt chuyện chính của series là về một người tên Marvin, sự mất tích của Lina (bạn ấu thơ của Marvin), và sự việc Marvin tự bắt cóc con gái của mình là Care, người mà anh tin rằng là Lina được tái sinh. Ngoài ra, series còn tập trung vào "tái sinh", sự thất bại trong việc tái sinh bé gái Belle thành bé gái khác là Tiara, và mối liên kết càng ngày càng củng cổ giữa Paul, gia đình anh, và trò chơi. Khán giả cho rằng một vài đoạn trong series không từ góc nhìn của Paul, mà từ Belle và Marvin lúc cả hai người chơi Petscop cùng một lúc. Marvin dùng trợ giúp của Paul để tìm các tòa nhà trên Newmaker Plane, và thực hiện lại quá trình tái sinh lại con gái của mình là Care. Về sau, Paul nhận ra rằng các tòa nhà ấy có thể liên quan đến vị trí ngoài đời thực; sau khi Paul được cho là đi đến một trong những tòa nhà đó, giọng của Paul không còn xuất hiện trong các tập sau thời điểm đấy.

## Nhân vật

### Trong trò chơi
- Guardian[4], hoặc Newmaker[8] – Nhân vật người chơi mà Paul điều khiển. Nó là sinh vật màu xanh giống động vật, không rõ giống loài.[3]
- Red Tool ("Dụng cụ Đỏ") – Nó được tìm dưới Newmaker Plane, trong một phòng nhìn ra cối xay gió, và thường trả lời "Tôi không biết". Một vài các "dụng cụ" khác có thể tìm thấy khắp trò chơi.[3]
- Marvin – Marvin vừa là nhân vật trong trò chơi, vừa là người trong ngoài đời. Nó được cho rằng Marvin chơi Petscop với avatar của anh ấy - một sinh vật mặt xanh kỳ lạ mà Paul cho là Marvin trong "Petscop 8". Marvin là cha của Care, và đã bắt cóc Care vào năm 1997 để thực hiện tái sinh. Marvin thỉnh thoảng xuất hiện để giúp đõ Paul, và cả hai người học cách giao tiếp qua một ngôn ngữ dùng máy điều khiển PlayStation. Trong một vài đoạn của series, Marvin chơi các phần cụ thể trong trò chơi nói chuyện với Marvin, từ đó suy ra mục đích của trò chơi là dành cho anh.[9] Marvin sau đó tác động vật lý lên Paul qua một cách nào đó trong "Petscop 15".
- Carrie Mark (Care) – Care xuất hiện trong trò chơi và là người trong ngoài đời. Care bị bắt cóc một thời gian vào năm 1997 trước khi quay về nhà—series không làm rõ sự việc xảy ra trong và sau khoảng thời gian đấy. Trong trò chơi, Care được coi là một "thú cưng" và được tìm thấy dưới Newmaker Plane. Cô bé tồn tại dưới 3 trạng thái: A (trước khi bắt cóc), B (khi bị bắt cóc), và NLM (tiếng anh cho "Nobody Loves Me"; sau khi trốn thoát). Ngoài ra, còn có một trạng thái thứ tư, sau khi việc tái sinh bị thất bại.[10]
- Michael Hammond (Mike) – Một cậu bé 7 tuổi sinh năm 1988, mất năm 1995. Bia mộ của cậu được tìm thấy bởi Paul trong trò chơi, và sau đó được cho là em trai của Rainer, và em họ của Care.[7][11] Có suy luận cho rằng Petscop ban đầu là quà sinh nhật dành cho cậu.
- Lina Leskowitz – Là dì của Carrie đã mất tích—cùng với cả một cối xay gió—vào năm 1977 khi còn là một cô gái. Marvin chứng kiện sự việc này xảy ra, từ đó tin rằng Lina được tái sinh thành con của anh là Care. Lina được ghi danh vì đã "làm cho (trò chơi) trở thành hiện thực", và cô được nhắc đến là "boss" ("sếp"); series kết thúc với Paul và Belle bước đến cô ta. Petscop nhắc nhiều lần rằng "không phải ai" cũng có thể thấy Lina.

#### Thú cưng
- Randice – Một bông hoa có quan hệ thân thiết với Wavey.
- Toneth –  Một thú cưng xuất hiện trong một bức tranh cùng với Randice. Đây là thú cưng chỉ có ở Newmaker Plane, và nó là con chim bị gãy chân do tai nạn giao thông.
- Wavey – Một đám mây, và là thứ tưới nước cho Randice để giúp nó sống.
- Amber – Một quả bóng lớn có nhận thức, thường thích ở trong chuồng của mình.
- Pen – Một nhà toán học dành thời gian trong phòng âm nhạc, mặc dù bị điếc.
- Roneth – Em nửa của Toneth. Cách thức bắt Roneth được hé lộ trong Newmaker Plane, qua một chuỗi câu đố tương đương với câu đố của các thú cưng trên.

### Ngoài trò chơi
- Paul – Tên của Paul chỉ được suy ra từ tên tập tin lưu của anh ấy.[12] Paul là người trầm tính và hay khám phá. Trừ việc nhận ra một vài sự kiện khác nhau, và việc mong muốn hé lộ bí mật của trò chơi, quan hệ giữa anh và gia đình anh là bí ẩn. Care và Paul có nhiều điểm tương đồng—theo Paul, cả hai người có ngoại hình và ngày sinh nhật giống nhau—từ đó mà ngụ ý rằng có sự liên kết giữa hai người. Do Care không bao giờ xuất hiện trong câu chuyện, khán giả suy luận rằng Care và Paul là cùng một người. Gần cuối series, Paul nói nhiều lần về việc mình bị giám sát hoặc bị giam giữ.
- Belle (hay còn gọi là Tiara Leskowitz) – Xuyên suốt series, Paul nói chuyện với một người cụ thể, ngay trong lời thoại đầu tiên: "This is just to prove to you that I'm not lying about this game that I found." ("[Video] này chỉ để chứng minh cho bạn rằng tôi không hề nói dối gì về cái trò chơi này mà tôi tìm được.").[13] Trong "Petscop 22",[14] Paul gọi người này là "Belle". Một người tên Tiara, được nhắc đến lần đầu bởi Công cụ và trong một ghi chú trong "Petscop 5",[11] có ngoại hình là một nhân vật trong trò chơi. Về sau trong series, nhân vật đó khẳng định rằng tên của họ là Tiara, không phải Belle.[8] Vào phần cuối của series, Belle hỏi Paul nếu anh nhớ mình được "sinh ra" hay không khi họ đang bị "lấy đi" bởi Lina, để hàm ý một mối quan hệ gia đình.
- Rainer – Được cho là tên biệt danh cho Daniel Hammond, anh họ của Care. Rainer là hoặc từng là nhà phát triển trưởng của Petscop, và hiện tại không rõ điều gì thúc đẩy anh làm trò chơi này. Một vài yếu tố của Petscop là để Marvin nhìn thấy, và tìm ra nơi mà anh đã đưa Care đến. Rainer đã liên lạc được với Paul qua một cách nào đó, và có thể là người đưa anh một bản sao của Petscop.[15]
- Anna – Vợ của Marvin và mẹ của Care.[16][17]
- Jill – Chủ kênh YouTube và là dì của Care. Theo Paul, Jill là một người đáng nghi ngờ.[2]

## Tiếp nhận
Petscop được xuất hiện nhiều trong báo chí, như ở The New Yorker và Kotaku: Patricia Hernandez ở Kotaku viết "nếu đây là một câu chuyện / trò chơi Internet, thì tôi rất bất ngờ vì sự linh hoạt của nó", và trong The New Yorker, Alex Barron đã viết rằng Petscop là "vua của creepypasta". Tính đến tháng 3 năm 2024, kênh YouTube của Petscop có 405 nghìn lượt đăng ký.